# 孔科爾迪亞港
孔科爾迪亞港是哥倫比亞的城鎮，位於該國中部，由梅塔省負責管轄，距離首府比亞維森西奧145公里，始建於1973年，面積1,298平方公里，海拔高度301米，2005年人口8,451。
2°41′N 72°46′W / 2.683°N 72.767°W